# Итинераријум Гадитанум
Итинераријум Гадитанум, Гадески итинерар (лат. Itinerarium Gaditanum), или пехари из Викарела су четири сребрна пехара цилиндричног облика са угравираним (са спољашње стране) натписима који носе податке о успутним станицама и њиховој међусобној удаљености на путу од Гада (Гадеса, Кадиза), у југозападној Хиспанији, до Рима.

## Историја
Итинераријуми су откривени 1852. године, када је срушена старо купатило надомак села Викарело у Етрурији, да би се на том месту изградило модерније. Они су пронађени у једној од пукотина у стени из које је текла топла вода са извора, заједно са другим артефактима, који се састоји од око 5.000 кованица новца у бронзи, 34 посуде (3 златне, 25 сребрих, 12 бронзаних), и разних металних предмета, бронзаних статуа и других артефаката.
Ови артефакти из Вицарела, укључујући и сребрне чаше, чувају се у римском Националном музеју, док је део нумизматике материјала изложен у музеју у Ватикана. Сматра се да је највероватније један део нумизматичке збирке украдени у време њеног открића.

## Опис
Пехари потичу из првих деценија 4. века после Христа. Према угравираном садржају на њима итинерераријуми се могу уврстити у лат. itineraria scripta. Пехари су израђени од сребра, цилиндричног облика и на њима је угравирано на спољашњој страни копнени пут од Гада (Гадеса, Кадиза), у југозападној Хиспанији, до Рима, са различитим успутним станицама и релативном раздаљином између њих.
Пехари су високи од 95 до 115 cm, и у облику су четири округле чаше, на којима је у угравран у четири стубаца, попис 104 успутне станица између Гада и Рима, на укупном растојању од 1.840 римских миља (2723,2 km).

## Литетартура
- Raymond Chevalier, Les Voies romaines, Picard, Paris. 1997.  978-2-708405-264.
- Pierre A. Clément, La Via Domitia. Des Pyrénées aux Alpes, Éditions Ouest-France, Rennes. 2005.  978-2-737335-082.
- Jacques Heurgon, « La date des gobelets de Vicarello », Revue des études anciennes, LIV, 1952, pp. 39-50.
- Pierre Sillières, « Le “camino de Anibal”, itinéraire des gobelets de Vicarello de Castulo à Saetabis », Mélanges de la Casa de Velazquez, 1977, 13, pp. 31-83.
- Jérôme France, « Administration et fiscalité douanière sous le règne d'Auguste : la date de la création de la Quadragesima Galliarum », Mélanges de l'école française de Rome, 1993, 105-2, p. 895-927 (en particulier p. 919 sq.) Lire en ligne.
- Pierre Herrmann, Itinéraires des voies romaines : de l'Antiquité au Moyen Âge, Éditions Errance, Paris. 2007.  978-2-87772-348-0.